# MiHoYo
miHoYo Co., Ltd. (chiń. 米哈游; pinyin Mǐhāyóu; pełna nazwa 米哈游网络科技股份有限公司; za granicą funkcjonuje obecnie jako HoYoverse) – chińskie studio gier z siedzibą w Szanghaju, utworzone w 2012 roku. Producent i twórca popularnych gier takich jak Honkai Impact 3rd, Honkai: Star Rail czy Genshin Impact.

## Historia

### Początki studia
Przedsiębiorstwo założyło w 2012 roku trzech studentów Szanghajskiego Uniwersytetu Jiao Tong – Cai Haoyu (蔡浩宇), Liu Wei (刘伟) i Luo Yuhao (罗宇皓). Zaczęli ze sobą współpracować jeszcze za czasów szkolnych, a połączyła ich wspólna pasja do technologii, anime, komiksów oraz gier komputerowych. Ich pierwszy wspólny projekt przyniósł wygraną w konkursie innowacji Chińskiej Akademii Nauk i Technologii (CASTIC) w postaci stypendium o wartości 200 tysięcy yuanów.
Nagrodę przeznaczyli na stworzenie w 2010 roku własnego silnika gier komputerowych, nazwanego „Misato Engine” lub „Misato2D”. Nazwa była odwołaniem do postaci Katsuragi Misato, bohaterki japońskiej serii anime Neon Genesis Evangelion. Silnik bazował na wtyczce Adobe Flash Player i został doceniony za wyjątkową wydajność i grafikę 2,5D. W tym samym roku stworzyli również opartą na tym samym silniku grę o tytule Legend of Saha (娑婆物语), za którą otrzymali nagrodę w wysokości 30 tysięcy yuanów ufundowaną przez Shanda Games. Shanda Games zwerbowało założycieli miHoYo do współpracy nad dodatkiem do ich własnej gry Bubble Hall (泡泡堂), zatytułowanym Bubble Hero (泡泡英雄). Studio było na tyle zadowolone z efektów ich pracy, że chcieli zwerbować Cai, Liu i Luo w swoje szeregi, ci jednak zdecydowali się na dalszą pracę nad rozwojem swojej własnej działalności.
W 2011 roku utworzono pierwszą siedzibę miHoYo, która znajdowała się w akademiku na kampusie Minhang Szanghajskiego Uniwersytetu Jiao Tong. Jeszcze w tym samym roku Liu Wei wziął udział w konkursie Nowych Talentów Przedsiębiorczości (新新创业达人), w którym zajął trzecie miejsce oraz otrzymał nagrodę  w postaci 100 tysięcy yuanów oraz 50 metrów kwadratowych przestrzeni biurowej bez żadnych opłat na okres pół roku. Siedziba miHoYo została przeniesiona do tego właśnie biura 1 grudnia 2011 roku.

### FlyMe2theMoon
28 września 2011 roku miHoYo wydało swoją pierwszą grę zatytułowaną FlyMe2theMoon. Prace nad jej utworzeniem trwały pół roku. Do liczącego wtedy 4 osoby zespołu dołączył Zhang Qinghua (张庆华), nazywany również CiCi. Zhang był jedyną osobą odpowiedzialną za oprawę graficzną i animacje w pierwszych grach produkowanych przez miHoYo. Również on stworzył projekt Kiany, głównej bohaterki FlyMe2theMoon.
FlyMe2theMoon nie przyniosło miHoYo wiele zysków. W pierwszym miesiącu od premiery gra została pobrana zaledwie 3 tysiące razy. Z tego powodu rozpoczęto poszukiwania inwestorów, które niedługo później zakończyły się sukcesem. MiHoYo otrzymało wkład w wysokości 1 miliona yuanów od spółki Hangzhou Skye Network Technology Co., Ltd. (杭州斯凯网络科技有限公司).

### Założenie przedsiębiorstwa
Shanghai miHoYo Network Technology Co., Ltd. (上海米哈游网络科技股份有限公司) powstało oficjalnie 13 lutego 2012 roku. W gronie założycieli firmy znajdowali się wtedy Cai Haoyu, Liu Wei, Luo Yuhao oraz Jin Zhicheng. Ostatni z nich odszedł po zaledwie miesiącu, a jego udziały otrzymali Liu i Luo. Jego miejsce zajął oficjalnie niedługo później Zhang Qinghua. Spośród trzech założycieli miHoYo Cai Haoyu objął stanowisko głównego prezesa, a Liu i Luo zostali dyrektorami.
W pierwszych miesiącach działalności na zespół miHoYo składały się cztery osoby, a ich podział obowiązków wyglądał następująco: Cai Haoyu odpowiadał za ogólne kierownictwo i nadzór artystyczny, nadzór produktów i wykorzystywanych technologii; Luo Yuhao przejął pieczę nad marketingiem, planami rozwoju firmy i projektowaniem stylów rozgrywki; Liu Wei został „twarzą” miHoYo i reprezentantem firmy na wydarzeniach branżowych, odpowiadał również za procesy rekrutacyjne; Zhang Qinghua odpowiadał za kierownictwo artystyczne.

### Houkai GakueniHoukai Gakuen 2
Kolejną grą wydaną przez miHoYo było Houkai Gakuen (alternatywna nazwa: Zombiegal Kawaii), zainspirowane częściowo japońską mangą o tytule Highschool of the Dead. Zespół złożony z zaledwie trzech osób pracował nad wersją demo przez około trzy miesiące. Gra powstała na silniku Unity, a animacje przy wykorzystaniu programu Maya. Premiera Houkai Gakuen miała miejsce w listopadzie 2012 roku, a przez kolejnych osiem miesięcy trwały intensywne prace nad rozbudowaniem, poprawą i usprawnieniem rozgrywki.
Houkai Gakuen 2 (zwany również Guns Girl Z) wszedł na rynek w marcu 2014 roku. Gra w dużej mierze opierała się na swoim poprzedniku – Houkai Gakuen i stanowiła jego rozszerzenie. Zespół miHoYo skupił się na rozbudowaniu elementów rozgrywki poprzez wprowadzenie do niej nowych mechanizmów, postaci, broni czy ubrań.
Oba te tytuły stopniowo przynosiły miHoYo coraz większą popularność oraz zyski finansowe. Wzrastająca liczba graczy sprawiła jednak, że szczególnie w przypadku Houkai Gakuen 2, odkrywanych było coraz więcej błędów (przede wszystkim w systemie płatności oraz niedostępności serwerów). Utrzymanie sprawnego działania okazało się dużym wyzwaniem dla liczącego wtedy siedem osób zespołu, dlatego podjęto decyzję o rozszerzeniu go, a w szeregi miHoYo zaczęli wstępować sami gracze.

### Honkai Impact 3rd
Tuż po wydaniu Houkai Gakuen 2, pracownicy miHoYo zaczęli pracę nad kolejną grą, która przyjęła później tytuł Honkai Impact 3rd. Produkcja była tym razem znacznie bardziej skomplikowana. Honkai Impact 3rd miało po raz pierwszy w historii działalności miHoYo zawierać elementy grafiki 3D. Pracownicy nie mieli doświadczenia w tej dziedzinie, więc proces produkcji znacznie się wydłużył. Sam proces stworzenia grafiki, modelu oraz animacji głównej bohaterki trwał około sześciu miesięcy, jednak po pierwszych testach cały proces zaczęto od nowa.
Premiera Honkai Impact 3rd miała miejsce 14 października 2016 roku, a gra niemalże od razu stała się sukcesem nie tylko w Chinach, ale po raz pierwszy przyniosła uznanie za granicą. Wraz z wzrostem jej popularności otwierane były kolejne zagraniczne serwery: dla Japonii (22 lutego 2017 r.); dla Tajwanu, Hongkongu i Makau (18 maja 2017 r.); dla Korei Południowej (17 października 2017 r.), dla Azji Południowo-Wschodniej (w listopadzie 2017 roku) oraz dla Europy, Ameryki Północnej i Południowej (28 marca 2018 roku, zwany również serwerem globalnym). 26 grudnia 2019 roku Honkai Impact 3rd dotarło również na platformę PC.
Wraz z gwałtownym wzrostem popularności produktów miHoYo nadszedł równie szybki rozwój samej firmy. W ciągu dwóch lat od premiery Honkai Impact 3rd, firma zatrudniała już około 200 osób. Średnia wieku pracowników wynosiła 29 lat, a 80% całej liczby zatrudnionych osób stanowili pracownicy poniżej 30 roku życia. Cztery lata później, liczba pracowników wzrosła do ponad tysiąca.

### Tears of Themis
W lipcu 2020 roku miHoYo wydało na terenie Chin powieść wizualną zatytułowaną Tears of Themis. Gra dotarła na rynek zagraniczny 29 lipca 2021 roku, po trwającym od czerwca okresie prerejestracji.

### Genshin Impact
Prace nad kolejną grą miHoYo rozpoczęły się jeszcze w styczniu 2017 roku. Genshin Impact stanowiło największy i najbardziej kosztowny projekt studia do czasu premiery. Koszty produkcji gry jeszcze przed jej premierą wyniosły około 100 milionów dolarów, jednak zwróciły się one zaledwie 12 dni po premierze, która przypadła na 28 września 2020 roku. Duże nakłady finansowe zostały przeznaczone na stworzenie oryginalnej ścieżki dźwiękowej, za którą do 2023 roku odpowiadał Yu-Peng Chen (陈宇鹏).
Genshin Impact osiągnął ogromny sukces na arenie międzynarodowej. Ze względu na podobieństwo do The Legend of Zelda: Breath of the Wild stał się jednym z najbardziej wyczekiwanych tytułów 2020 roku. Już w samym okresie prerejestracji odnotowano ponad 10 milionów stworzonych kont. Produkcja otrzymała również liczne nagrody, między innymi za najlepszą grę w Apple App Store oraz Google Play w 2020 roku, a także za najlepszą produkcje mobilną na Game Awards 2021.

### Rebranding
14 lutego 2022 studio ogłosiło rebranding, wskutek którego poza granicami Chin miało być promowane pod nazwą HoYoverse. Wraz z tą zmianą zapowiedziano, że będą dokładać wszelkich starań, aby ich treści docierały do graczy na całym świecie. W tym samym roku otwarte zostały nowe biura HoYoverse w Montrealu, Los Angeles, Tokyo, Seulu oraz Singapurze, które miały pomóc w promocji produktów firmy właśnie na tych terenach oraz dalszemu rozwojowi całej spółki. Według danych z 2022 roku miHoYo zatrudniało 4 tys. osób.

### Honkai: Star Rail
W październiku 2021 ogłoszono prace nad kolejną częścią gier należących do serii Honkai – Honkai: Star Rail. Premiera odbyła się 26 kwietnia 2023 roku, i podobnie jak Genshin Impact wygrała liczne nagrody, w tym za najlepszą grę mobilną podczas The Game Awards 2023.

### Zenless Zone Zero
13 maja 2022 roku miHoYo ogłosiło swój kolejny projekt zatytułowany Zenless Zone Zero za pośrednictwem spotu promocyjnego na platformie YouTube. W tym samym roku ogłoszono nabór do pierwszej serii testów beta. Druga seria odbyła się w listopadzie 2023 roku. Premiera nowego tytułu miHoYo planowana jest na 2024 rok. W dniu 2 lipca 2024 gra została wydana.

## Etymologia nazwy
Litery „H” oraz „Y” w nazwie miHoYo pochodzą od imion dwóch z trzech założycieli firmy, Cai Haoyu oraz Luo Yuhao. Dodanie do nich „O” nastąpiło na podobieństwo znanych na całym świecie spółek takich jak Facebook, Google czy Microsoft, które w swoich nazwach również zawierają właśnie tę literę. Powstała w ten sposób nazwa „HoYo” była już zarejestrowana, więc dodano do niej kolejny człon – „mi” będący nawiązaniem do Hatsune Miku, popularnej japońskiej wirtualnej piosenkarki.

## Wydane gry
| Rok  | Tytuł                            |
| ---- | -------------------------------- |
| 2011 | FlyMe2theMoon                    |
| 2012 | Houkai Gakuen (Zombiegal Kawaii) |
| 2014 | Houkai Gakuen 2 (Guns Girl Z)    |
| 2016 | Honkai Impact 3rd                |
| 2020 | Tears of Themis                  |
| 2020 | Genshin Impact                   |
| 2023 | Honkai: Star Rail                |
| 2024 | Zenless Zone Zero                |